# Schalung (Verkleidung)
| Dieser Artikel wurde auf der Qualitätssicherungsseite des WikiProjekts Planen und Bauen eingetragen. Dies geschieht, um die Qualität der Artikel aus den Themengebieten Bautechnik, Architektur und Planung auf ein akzeptables Niveau zu bringen. Dabei werden Artikel, die nicht maßgeblich verbessert werden können, möglicherweise in die allgemeine Löschdiskussion gegeben. Hilf mit, die inhaltlichen Mängel dieses Artikels zu beseitigen, und beteilige dich an der Diskussion! |

Unter Schalung, auch Verschalung, wird eine flächige Konstruktion aus Brettern oder Platten verstanden, die dauerhaft zur Verkleidung von Konstruktionen vorgesehen ist. Eine Verschalung wird vorgenommen, wenn die Unterkonstruktion geschützt oder optisch verdeckt werden soll.
Davon abzugrenzen ist die Betonschalung, die eine Hilfskonstruktion für den Betonguss darstellt.

## Wandschalungen außen
Als Wandschalung werden meist Wandverkleidungen aus Holz im Außenbereich bezeichnet. Mit Holzschalungen können Holzfassaden erstellt, Fachwerkwände geschlossen oder massive Wände verkleidet werden.
Unterschieden werden dabei:
Waagerecht
- Blockwandschalung
- Stülpschalung
- Rauten- oder Rhombenschalung
- Trapezschalung
- Fasenschalung

Senkrecht
- Boden-Deckel-Schalung
- Leistenschalung

## Wandschalungen innen

### Glatte Oberflächen
Flächige Wandverschalungen, die überstrichen oder tapeziert werden sollen, werden heute ebenso wie leichte Trennwand überwiegend in Trockenbauweise hergestellt.
Falls sich der Untergrund nicht gut für eine direkte Befestigung eignet, wird zunächst eine Tragstruktur aus Holzlatten oder Trockenbauprofile aus verzinktem Stahlblech angebracht, an welchen sich dann Platten aus Gipskarton, Sperrholz oder Spanplatten auf einfache Weise anschrauben lassen.

### Holzstruktur
Holzverschalungen, die auf traditionelle Weise vom Tischler gebaut werden und häufig aus einer Rahmenkonstruktion mit Füllung (Paneelen) bestehen, werden als Holzvertäfelung bzw. Täfelung bezeichnet. Siehe auch Kassettendecke und Füllungstür
Heute werden Holzverschalungen häufig aus gehobelten Brettern oder länglichen Paneelen gefertigt, die üblicherweise gespundet (d. h. mit Nut-Feder-Verbindung) montiert werden, um eine gleichmäßige und belastbare Fläche zu erzeugen.
Beliebt sind Profilholzbretter (Profilbretter), die längsverlaufende dekorative Hohlkehlen oder Absätze aufweisen und Schattenfugen ausbilden.

## Dachschalungen
Dachschalungen sind Dachhautträger aus flächigen Werkstoffen die nicht begangen werden (Ausnahme für Reparaturen und zum Säubern).
Die Dachschalung wird auf die Sparren aufgebracht. Sie kann vom Innenraum sichtbar sein (Sichtdachstuhl) oder verkleidet werden. Insbesondere nicht sichtbare Schalungen werden zur Materialeinsparung teilweise auf Lücke als Sparschalung angebracht.
- Dachschalung Sperrholzplatten
- Dachschalung Holzfaserplatten
- Dachschalung Bohlen
- Dachschalung aus Vollholzbrettern
- Dachschalung Grobspanplatten, auch OSB-Platten
- Dachschalung Gipsfaserplatten